# Tiszta hangolás

A tiszta hangolás a felhangsor hangközeit használja: oktáv (1:2), kvint (2:3), kvart (3:4), nagyterc (4:5), kisterc (5:6), nagy egészhang (8:9), kis egészhang (9:10) és diatonikus félhang (15:16). (A 7, 11 és 13 részhangokat nem használják fel.)
Ezen hangolást alkalmazva a hangszer abszolút tisztán szól (sokak számára talán túlzottan is) – ugyanakkor csak egyetlen hangnemben. Ráadásul ebben az egyben sem tiszta minden frekvenciaviszony (például a D-A farkaskvint, de ez a C-F-G-C kadenciában nem fordul elő). Más hangnemekben az ilyen módon hangolt instrumentumon gyakorlatilag nem lehet játszani.

## Hétfokú skála
E skála a kvintekre épülő és tiszta tercet nem tartalmazó püthagoraszi hangsor egy változata. Didümosz kb. 100 évvel Püthagorasz halála után vezette be a természetes tercet (4:5).
Ezen "didümoszi" terc alkalmazásával a C-dúr skála a következőképpen néz ki:
| C |                | D   |               | e   |         | F   |                | G   |               | a   |                | h    |         | C |
| 1 |                | 8:9 |               | 4:5 |         | 3:4 |                | 2:3 |               | 3:5 |                | 8:15 |         | 2 |
|   | nagy egészhang |     | kis egészhang |     | félhang |     | nagy egészhang |     | kis egészhang |     | nagy egészhang |      | félhang |   |
|   | 8 : 9          |     | 9 : 10        |     | 15 : 16 |     | 8 : 9          |     | 9 : 10        |     | 8 : 9          |      | 15 : 16 |   |
|   | 204 C          |     | 182 C         |     | 112 C   |     | 204 C          |     | 182 C         |     | 204 C          |      | 112 C   |   |
A félkövéren szedett nevek kvint-rokonságban vannak, míg a többi terc-viszonyban áll egymással.
Látható, hogy ezen skála két különböző egészhangot tartalmaz, nevezetesen a nagy (8:9) és a kis (9:10) egészhangot. A kettő együtt nagy tercet (4:5) ad, hiszen (8:9) · (9:10) = 72:90 = 4:5.

## Kiterjesztés 12 hangra
A tizenkétfokú skála úgy adódik, hogy öt további hangot fűzünk az előbbiekhez, az E-F és H-C között eredetileg megtalálható diatonikus félhangot (15:16) felhasználva. Ekkor minden frekvenciaviszony leírható egész számokkal, ahogyan azt a következő táblázat mutatja.
| Név  | Frekvencia- viszony az előző hanghoz | Frekvencia- viszony az alaphanghoz | Hányados | Centérték  | Hely a kvint- körben  |
| ---- | ------------------------------------ | ---------------------------------- | -------- | ---------- | --------------------- |
| C    | 15 : 16                              | 1 : 1                              | 1        | 0,000 C    |                       |
| desz | 15 : 16                              | 15 : 16                            | 1,0666…  | 111,731 C  | nagy terccel F alatt  |
| D    | 128 : 135                            | 8 : 9                              | 1,125    | 203,910 C  |                       |
| esz  | 15 : 16                              | 5 : 6                              | 1,2      | 315,641 C  | nagy terccel G alatt  |
| e    | 24 : 25                              | 4 : 5                              | 1,25     | 386,314 C  | nagy terccel C fölött |
| F    | 15 : 16                              | 3 : 4                              | 1,333…   | 498,045 C  |                       |
| fisz | 128 : 135                            | 32 : 45                            | 1,40625  | 590,224 C  | nagy terccel D fölött |
| G    | 15 : 16                              | 2 : 3                              | 1,5      | 701,955 C  |                       |
| asz  | 15 : 16                              | 5 : 8                              | 1,6      | 813,686 C  | nagy terccel C alatt  |
| a    | 24 : 25                              | 3 : 5                              | 1,666…   | 884,359 C  | nagy terccel F fölött |
| B    | 15 : 16                              | 9 : 16                             | 1,777…   | 996,090 C  |                       |
| h    | 128 : 135                            | 8 : 15                             | 1,825    | 1088,269 C | nagy terccel G fölött |
| C    | 15 : 16                              | 1 : 2                              | 2        | 1200,000 C |                       |
A félkövéren szedett nevek kvint-rokonságban vannak, a többi terc-viszonyban áll egymáshoz.
A szomszédos hangok (félhangok) viszonya a következő értékű lehet:
| Név                | Frekvenciaviszony | Centérték |
| ------------------ | ----------------- | --------- |
| Diatonikus félhang | 15 : 16           | 111,731 C |
| Nagy limma         | 128 : 135         | 92,179 C  |
| Kromatikus félhang | 24 : 25           | 70,672 C  |
Ha kvintekből kívánjuk felépíteni a fenti hangsort, akkor a D-A és esz-B kvinteket be kell szűkítenünk a szintonikus kommával, a Fisz-Cisz kvintet pedig ki kell terjesztenünk egy diaschismával (értéke 2025:2048, kb. 19,552 C), az alábbiak szerint:
| i  | Hang | Kvint nagysága centben | Abszolút centérték | Közös oktávba transzponálva |
| -- | ---- | ---------------------- | ------------------ | --------------------------- |
| 0  | C1   | -                      | -                  | -                           |
| 1  | G    | 701,955                | 701,955            | 701,955                     |
| 2  | D    | 701,955                | 1403,910           | 203,910                     |
| 3  | A    | 680,449                | 2084,359           | 884,359                     |
| 4  | E    | 701,955                | 2786,314           | 386,314                     |
| 5  | H    | 701,955                | 3488,269           | 1088,269                    |
| 6  | Fisz | 701,955                | 4190,224           | 590,224                     |
| 7  | Cisz | 721,507                | 4911,731           | 111,731                     |
| 8  | Asz  | 701,955                | 5613,686           | 813,686                     |
| 9  | Esz  | 701,955                | 6315,641           | 315,641                     |
| 10 | B    | 680,449                | 6996,090           | 996,090                     |
| 11 | F    | 701,955                | 7698,045           | 498,045                     |
| 12 | C2   | 701,955                | 8400,000           | 0,000                       |
Az esz-B kvint láthatóan nem tiszta, így a fenti hangsor nem használható tiszta mollként

## Lásd még
Hangolás

Felhangsor,

Cent (zene)

Jóltemperált hangolás

Kiegyenlített hangolás,

Tiszta kvint-terc rendszer

Hangköz,

Püthagoraszi komma,